# Julio Berrío París
Julio Berrío París (Medellín, 6 de septiembre de 1867 - Bogotá, 1958) fue un oficial del ejército colombiano.

## Carrera militar
Inspirado en la tradición familiar y en la carrera de su tío el general Eduardo París Forero, ingresó en el ejército y obtuvo el grado de subteniente el 10 de junio de 1885, en plena guerra civil, siendo destinado al batallón 7.º de reservas. El 1.º de octubre del mismo año ascendió a teniente y pasó al batallón 7.º de infantería de Manizales. Figuró como ayudante del comandante del ejército de Antioquia en 1899 iniciando la guerra de los mil días con el rango de capitán. 
El 4 de noviembre del mismo año figura como oficial pagador de la III división del ejército el 4 de noviembre de 1899; segundo jefe de la IV división del Norte en Pamplona; jefe del depósito de oficiales el 24 de mayo de 1900 como coronel; comandante del batallón Páez el 2 de julio de 1900 y dos meses después del batallón Córdova; recibió despacho de coronel efectivo el 27 de julio de 1901 y pasó el 19 de septiembre del mismo año a la mensajería oficial de correspondencia y encomiendas al exterior; como general fue comandante de gendarmería en Medellín, comandante del batallón cívico, oficial primero de la Cámara de Representantes, instructor del batallón Caldas, ayudante contador de Bogotá y la intendencia general y comandante del distrito militar 3.º de Cundinamarca.

## Familia
Casado con Ana Jaramillo Aguilar, fue padre de Elisa, Sofía, Margarita, Ana Lucía, Carlina, y los generales Enrique e Iván Berrío Jaramillo.
- Datos: Q5954995
- Multimedia: Julio Berrío París / Q5954995